# 杨猛
杨猛（1974年1月—），男，汉族，河北隆化人，中华人民共和国政治人物。毕业于河北医科大学。现任中共邢台市委书记。

## 生平
1998年，本科毕业于河北医科大学。曾担任保定市副市长，河北省卫健委主任等职务。2023年2月26日，出任中共邢台市委书记。